# آب‌انبار توده منشوریه
آب‌انبار توده منشوریه مربوط به دوره پهلوی اول است و در شهرستان اردکان، روستای ترک آباد، خیابان امام خمینی (ره) واقع شده و این اثر در تاریخ ۱ مهر ۱۳۸۲ با شمارهٔ ثبت ۱۰۴۳۵ به‌عنوان یکی از آثار ملی ایران به ثبت رسیده‌است.